# Meribung
Meribung is een bestuurslaag in het regentschap Sarolangun van de provincie Jambi, Indonesië. Meribung telt 837 inwoners (volkstelling 2010).